# 伊万·卡皮托诺夫
伊万·瓦西里耶维奇·卡皮托诺夫（俄语：Ива́н Васи́льевич Капито́нов，1915年2月23日—2002年5月28日），苏联党和国家领导人。历任莫斯科市委第一书记、伊万诺沃州党委第一书记、苏共中央书记处书记、苏联共产党中央审计委员会主席。曾获“社会主义劳动英雄”称号。

## 生平
1915年，出生。
1938年，毕业于莫斯科建筑工程学院，后于苏联红军服役。
1939年，入党。
1951年，任苏共莫斯科省委第二书记。
1952年，任苏共莫斯科市委第一书记。
1954年，任苏联最高苏维埃主席团成员。
1959年，任苏共伊万诺沃省委第一书记。
1965年，任苏共中央组织和党部工作部部长。
1965年，任苏共中央书记处书记。
1986年，任苏联共产党中央审计委员会主席兼部长会议个人养老金设立委员会主席。
1988年，退休。
2002年，去世。